# Adam Jarzębski

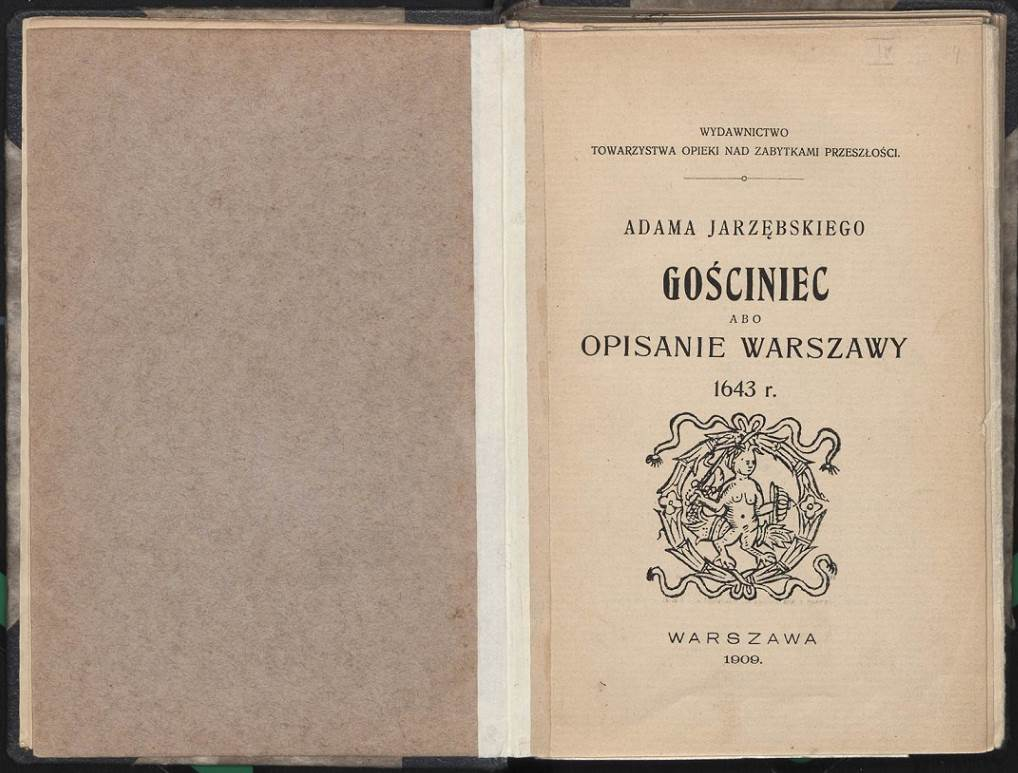
Pierwsza strona Gościńca Adama Jarzębskiego (wydanie z 1909)

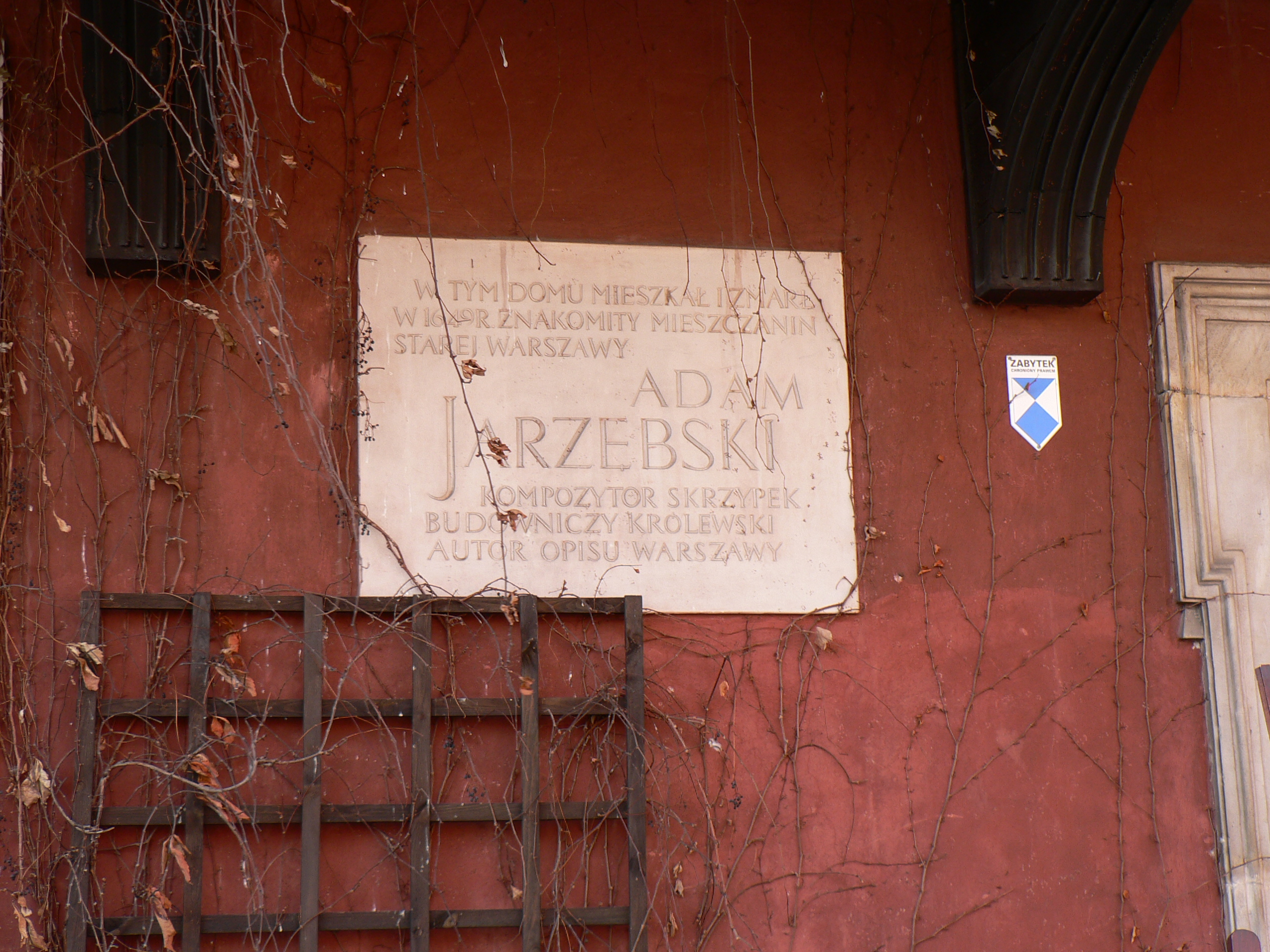
Tablica upamiętniająca Jarzębskiego, wmurowana w ścianę należącej niegdyś do niego kamienicy na placu Zamkowym w Warszawie

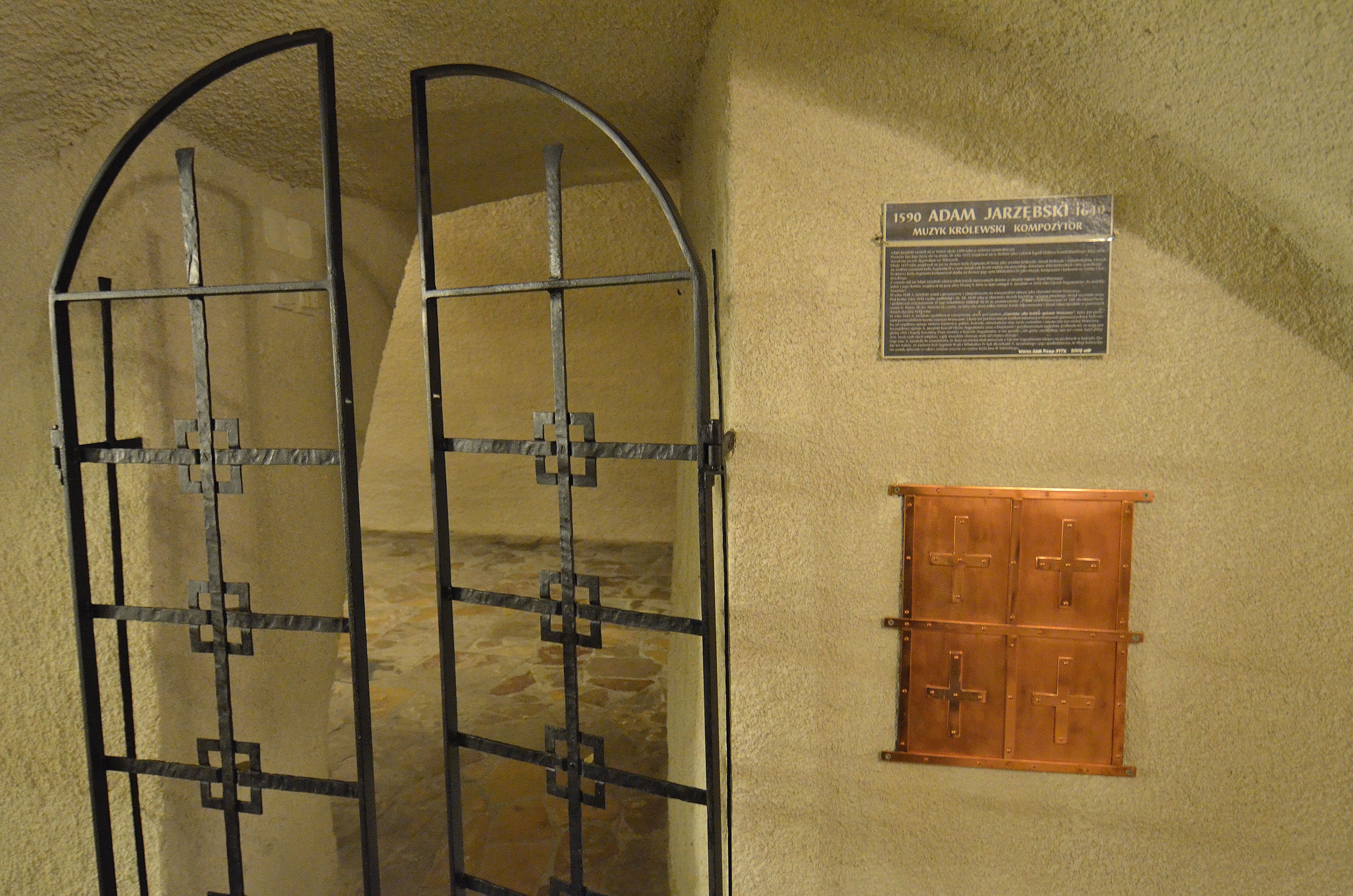
Grób Adama Jarzębskiego w podziemiach kościoła świętego Marcina w Warszawie

Adam Jarzębski, Jarzembski, Harzebski, Harzebsky (ur. prawd. pod koniec XVI w. w Warce, zm. prawd. pod koniec 1648 lub na początku 1649 w Warszawie) – polski kompozytor wczesnego baroku.
Był serwitorem królewskim, muzykiem kapeli królewskiej w Warszawie, także poetą epoki baroku, budowniczym i administratorem królewskim, wójtem wsi Piaseczno.

## Życiorys
Pierwsze informacje o Jarzębskim pochodzą z września 1612, kiedy jako skrzypek zostaje członkiem kapeli Jana Zygmunta, elektora brandenburskiego w Berlinie. 30 kwietnia 1615 otrzymuje od elektora zezwolenie na roczny pobyt we Włoszech, zapewne dla dalszego doskonalenia się jako kompozytor i dla lepszego poznania muzyki włoskiej. Do Berlina prawdopodobnie już nie wraca, trafia za to na dwór Zygmunta III Wazy w Warszawie, gdzie do końca życia będzie muzykiem kapeli królewskiej. Stało się to zapewne w 1616 lub 1617 (choć dawniejsze opracowania opowiadają się za rokiem 1619). Cieszył się wielkim uznaniem Zygmunta III, który obdarzył go szeregiem nadań z racji „singulari in arte musicae peritia”. Poza działalnością muzyczną Jarzębski uczy dzieci senatorów (u Stanisława Lubomirskiego prawdopodobnie pełni przez pewien czas funkcję nauczyciela muzyki jego synów, wśród których znajduje się późniejszy rokoszanin Jerzy Sebastian Lubomirski); od 1635 dogląda budowy królewskiego pałacu w Ujazdowie (odtąd używał tytułu „muzyk J.K.M. i budowniczy ujazdowski”). Zajęcia te czynią z Jarzębskiego osobę zamożną: poza licznymi kadukami, otrzymuje on prawo do dzierżawy różnych dóbr królewskich, a także wójtostwo wsi Piaseczno (dzisiejsze województwo kujawsko-pomorskie).
W 1630 ożenił się z Elżbietą z majętnego rodu Siennickich Cybulską, i miał z nią dwóch synów: Szymona (zmarł przed 1679), od 1654 (lub nieco wcześniej) wiolistę kapeli królewskiej, i Władysława, konstruktora instrumentów, oraz córkę Mariannę. W 1648 zostaje wpisany do rejestru patrycjuszy miasta Warszawy jako szanowany długoletni jej mieszkaniec, właściciel dwóch kamieniczek w obrębie jej murów. Słyszymy o nim po raz ostatni 26 grudnia 1648, kiedy to w obliczu przybliżającej się śmierci spisuje ostatnią wolę. Umiera prawdopodobnie w kilka dni później. Pochowany zostaje w podziemiach kościoła świętego Marcina w Warszawie.
Lansowana w literaturze (Tomkiewicz) opinia, jakoby Jarzębski odznaczał się szczególną obrotnością w sprawach finansowych, jest najzupełniej dowolna. Nadania, jakie otrzymywał od Zygmunta III, aczkolwiek dość liczne, były finansowo skromne i stanowiły prawdopodobnie dorywcze wynagrodzenia za twórczość kompozytorską, do której jako skrzypek kapeli Jarzębski nie był obowiązany.
W historii literatury polskiej Jarzębski znany jest jako autor poematu Gościniec, abo krótkie opisanie Warszawy, wydanego w 1643, zapewne w drukarni Elerta, pod patronatem Adama Kazanowskiego) („abo” w tytule to staropolska postać dzisiejszego spójnika „albo”). Jest to pierwszy w Polsce przewodnik po stolicy, na którego podstawie, na równi z obrazami Canaletta, rekonstruowano po II wojnie światowej wygląd Starego Miasta. Gościniec to zarazem barwna opowieść epicka o życiu miasta; zawiera opis słynnego teatru dworskiego króla Władysława IV.
Gościniec zawiera też kilka niejasnych wzmianek, które można odnieść do życiorysu samego Jarzębskiego. Pisząc o siedzibie Radzimińskich (ww. 3167-70) i Wołuckich (ww. 3437-42) Jarzębski podaje, iż tam „kiedyś chleb jadał”, co interpretowano (Dunicz, Tomkiewicz) jako świadectwo zatrudnienia w tych domach w charakterze nauczyciela (może muzyki) młodych nobilów. Ze względu na przyjętą konwencję opisu (fikcyjna wędrówka po mieście wieśniaka, który zresztą co chwila zapomina o swojej kondycji) oraz wypełnianie wierszy błahym słownictwem dla potrzeb wersyfikacyjnych, nie można tych wzmianek traktować literalnie; nawiasem mówiąc, odnoszą się one do poprzednich właścicieli owych nieruchomości, a nie do Radzimińskich i Wołuckich, jak przyjmują Dunicz i Tomkiewicz; natomiast „panięta ruskie”, u których miał bywać Jarzębski, a „których nam teraz ubyło” (ww. 3443-44), to raczej nie Lubomirscy, cieszący się w 1643 dobrym zdrowiem, lecz Daniłowiczowie: Jan (zmarły 1628), w latach 1613-28 wojewoda ruski i jego syn Stanisław (zmarły 1636). Nie można wykluczyć, że Jarzębski jako młody muzyk (jeszcze przed pobytem na dworze brandenburskim) sługiwał na pańskich dworach; możliwe jest również, że owe wzmianki w Gościńcu są echem sporadycznych występów muzycznych Jarzębskiego w domach szlacheckich, podobnie jak bardziej jednoznaczne wzmianki o muzykowaniu w dworku S. Warszyckiego (ww. 3519-24) czy u królewny Anny Katarzyny (ww. 3590-96).
Jarzębski jako pierwszy użył słowa „koncert” do określenia utworów ściśle instrumentalnych, przedtem bowiem nazywano „koncertem” zespoły wokalno-instrumentalne o znamionach koncertowego współzawodniczenia.

## Utwory
Jedyną kompozycją Jarzębskiego wydaną za jego życia był kanon More veterum, opublikowany w dziele Marka Scacchiego – Cribrum musicum w 1643 roku. W okresie powojennym, w trakcie badania zbiorów klasztornych i kościelnych, odnaleziono szereg nieznanych wcześniej canzon i koncertów skomponowanych przez tego artystę, których odkrycie postawiło autora w gronie najwybitniejszych kompozytorów polskiej instrumentalnej muzyki barokowej.
Najbardziej znanym, zachowanym w rękopisie, dziełem Jarzębskiego jest zbiór Canzoni e concerti z 1627 roku, zawierający 27 utworów (jest pośród nich popularna Tamburetta). Składa się nań 12 utworów na 2 instrumenty, 10 utworów na 3 instrumenty, i 5 utworów na 4 instrumenty. Melodie wszystkich utworów są bogato zdobione i interesujące harmonicznie.
Na Canzoni e concerti składa się pięć ksiąg (zeszytów głosowych):
1. prima vox
2. secunda vox
3. bassus sive vox tertia
4. basso continuo
5. basso continuo

Jarzębski przeważnie nie określa instrumentów, dla których przeznaczone są poszczególne głosy. Wymienione są tylko – sporadycznie – bastarda, trombone i fagotto.
Kompozycje dwugłosowe z incipitami łacińskimi wykorzystują materiał prekompozycyjny od twórców takich jak Giovanni Gabrieli, Orlando di Lasso, Merulo i Palestrina. Jarzębski ogranicza zapożyczenia do zarysu ogólnej konstrukcji i materiału tematycznego, który poddaje w swoich utworach przeobrażeniom za pomocą techniki wariacyjnej i dodając nowe elementy. Oryginalność i inwencja kompozycyjna czynią z Jarzębskiego twórcę o kluczowym znaczeniu dla rozwoju muzyki kameralnej w Europie środkowej.
Choć znamy jedną jego mszę, a w zasadzie tylko jej głos basowy, Jarzębski postrzegany jest głównie jako twórca muzyki kameralnej czy instrumentalnej. Jego canzony wykorzystują najnowsze ówcześnie zdobycze włoskie na tym gruncie.
Wszystkie kompozycje Jarzębskiego mają konstrukcję wieloodcinkową. Poszczególne odcinki wyróżniają się dzięki kontrastom metrum parzyste/trójdzielne (a więc i tempa - zgodnie z ówczesną konwencją wykonawczą metrum trójdzielne wskazywało też na szybsze tempo w odpowiedniej proporcji do metrum parzystego) i materiału tematycznego.

## Dzieła literackie
- Adam Jarzębski: Gościniec, abo krótkie opisanie Warszawy (1643) Opracował i wstępem opatrzył Władysław Tomkiewicz.. Warszawa: Wydawnictwo Naukowe PWN, 1974, s. 270. OCLC 432344054.

## Dzieła muzyczne
Zachowane w rękopisie:
- Canzoni e concerti, a 2–4, bc, 1627, Berlin, Staatsbibliothek zu Berlin Preussischer Kulturbesitz; 3 intabulowane organy, Pelplin, Wyższe Seminarium Duchowne, Biblioteka; 23 wyd. w: Wydawnictwo Dawnej Muzyki Polskiej, xi–lix (1932–65)
- Canon, 2vv, in M. Scacchi: Cribrum musicum (Venice 1643)
- Missa a 4 sub concerto, Berlin, Staatsbibliothek zu Berlin Preussischer Kulturbesitz (niekompletna, zachował się tylko bas); wyd. w Monumenta musicae in Polonia

## Upamiętnienie
Od 24 listopada 1961 ulica w Warszawie, znajdująca się na terenie obecnej dzielnicy Bielany, nosi nazwę ulicy Adama Jarzębskiego.

## Dyskografia
1. Adam Jarzębski: Canzoni e concerti a due, tre e quattro voci cum basso continuo 1627. Concerto primo a 2, Concerto secondo a 2, Concerto terza a 2, Concerto quarto a 2, Diligam Te Domine – concerto a 2, Cantate Domino – concerto a 2, Cantate Domino – Secunda Pars a 2, In Deo speravit – concerto a 2, In Te Domine Speravi – concerto a 2, Susanna videns – concerto a 2, Venite exsultemus – concerto a 2, Cantate Joh. Gabrielis – concerto a 2, Corona aurea – concerto a 2, Nova casa – concerto a 3, Küstrinella – concerto a 3, Sentinalla – concerto a 3, Berlinesa – concerto a 3, Chromatica – concerto a 3, Spandesa – concerto a 3, Kőnigsberga – concerto a 3, Tamburetta – concerto a 3, Bentrovata – concerto a 3, Norimberga – concerto a 3, Canzon prima a 4, Canzon seconda a 4, Canzon terza a 4, Canzon quarta a 4, Canzon quinta a 4
Bruce Dickey – cornetto, Michael Fentross – teorba, Alberto Grazzi – fg., Charles Toet – puz., Janneke Guittart – skrz., Marinette Troost – skrz., Viola de Hoog – wioloncz., Richte van der Meer – vl. da gamba, Reiner Zipperling – vl. da gamba, Titia de Zwart – vl. da gamba, Jacques Ogg – org., Anthony Woodrow – kb., Lucy van Dael – skrz., dyr. KOS Records Warsaw, KOS CD S1 005/6K, 1996
2. Adam Jarzębski: Concerti a tre voci. Musica Antiqua Polonica. Cappella Arcis Varsoviensis, Marek Sewen, Conductor. Olympia OCD 393 A&B
3. Adam Jarzębski: Canzoni e concerti. Baroque Instrumental Music at the Court in Warsaw. Ensemble Mensa Sonora, Jean Maillet (1st violin & conductor). Pierre Verany PV799032 (1999) [15 z 27 utworów: Corona Aurea, Kônigsberga, Sentinella, Spandesa, Nova Casa, Chromatica, Berlinesa, Bontrovata, Concerti: Primo, Secundo, Terzo, Canzone: Prima, Seconda, Terza, Quinta]
4. Grażyna Bacewicz, Henryk Mikołaj Górecki, Adam Jarzębski, Wolfgang Amadeus Mozart. Polska Orkiestra Kameralna pod dyr. Jerzego Maksymiuka. Accord ACD 023 (Fryderyk '96) [Tamburetta, Chromatica, Canzona Quarta]